# La Primavera, Guerrero
La Primavera är en ort i Mexiko.   Den ligger i kommunen General Heliodoro Castillo och delstaten Guerrero, i den södra delen av landet, 230 km sydväst om huvudstaden Mexico City. La Primavera ligger 1 809 meter över havet och antalet invånare är 430.
Terrängen runt La Primavera är kuperad åt nordost, men åt sydväst är den bergig. Runt La Primavera är det ganska glesbefolkat, med 21 invånare per kvadratkilometer. Närmaste större samhälle är Izotepec, 19,7 km öster om La Primavera. I omgivningarna runt La Primavera växer i huvudsak blandskog.